# Юто-ацтекські мови
Ю́то-ацте́кські мови (англ. Uto-Aztecan) — мови, що утворюють самостійну гілку таньо-ацтекської філії індіанських мов, найбільша на заході США та в Мексиці індіанська мовна родина. 
В США налічується 22 юто-ацтекські мови які розпадаються на 5 основних груп: намську, такську, тюбатулабал, хопі та тепіманську. Ще низка груп розташовуються в Мексиці, в тому числі й ацтекські мови. Юто-ацтекські мови займають увесь обшир Великого басейну в США і значні території на північному заході та в центрі Мексики. Мова команчі поширена на півдні прерій. 
В юто-ацтекських мов спостерігаються значні відмінності в граматиці, менш значні в фонетиці та лексиці. Для їхньої граматичної будови характерні помірний полісинтетизм з іменною інкорпорацією, інтенсивна суфіксація, широке використання післяйменників, розвинуте основоскладання, виразне розмежування імені і дієслова, диференціація суб'єктних і об'єктних займенників в активних і пасивних конструкціях. Протоюто-ацтекська фонологічна система виявляє яскраві риси так званого тихоокеанського типу.